# Kolarstwo na Letnich Igrzyskach Olimpijskich 2012 – sprint drużynowy kobiet
Sprint drużynowy kobiet podczas Letnich Igrzysk Olimpijskich 2012 rozegrany został 2 sierpnia na torze London Velopark w Londynie.

## Terminarz
| Data            | Godzina |                |
| --------------- | ------- | -------------- |
| 2 sierpnia 2012 | 16:00   | Eliminacje     |
| 2 sierpnia 2012 | 16:30   | Pierwsza runda |
| 2 sierpnia 2012 | 17:59   | Finały         |

## Wyniki

### Eliminacje
Wyniki:
| Pozycja | Kraj             | Zawodniczki                         | Wynik  | Uwagi |
| ------- | ---------------- | ----------------------------------- | ------ | ----- |
| 1.      | Chiny            | Gong Jinjie Guo Shuang              | 32.447 | Q,    |
| 2.      | Wielka Brytania  | Victoria Pendleton Jessica Varnish  | 32.526 | Q     |
| 3.      | Niemcy           | Kristina Vogel Miriam Welte         | 32.630 | Q     |
| 4.      | Australia        | Kaarle McCulloch Anna Meares        | 32.825 | Q     |
| 5.      | Holandia         | Yvonne Hijgenaar Willy Kanis        | 33.253 | Q     |
| 6.      | Francja          | Sandie Clair Virginie Cueff         | 33.638 | Q     |
| 7.      | Ukraina          | Lubow Szulika Ołena Ćioś            | 33.708 | Q     |
| 8.      | Wenezuela        | Daniela Larreal Mariaesthela Vilera | 34.320 | Q     |
| 9.      | Korea Południowa | Lee Eun-Ji Lee Hye-Jin              | 34.636 |       |
| 10.     | Kolumbia         | Diana Garcia Juliana Gaviria        | 34.870 |       |

### Pierwsza runda
Wyniki:
| Pozycja | Wyścig | Drużyna         | Wynik  | Uwagi |
| ------- | ------ | --------------- | ------ | ----- |
| 1.      | 4      | Chiny           | 32.422 | Q,    |
| 2.      | 2      | Niemcy          | 32.701 | Q     |
| 3.      | 1      | Australia       | 32.806 | Q     |
| 4.      | 3      | Ukraina         | 33.620 | Q     |
| 5.      | 1      | Holandia        | 33.090 |       |
| 6.      | 2      | Francja         | 33.707 |       |
| 7.      | 4      | Wenezuela       | 34.415 |       |
| 8.      | 3      | Wielka Brytania | 32.567 | REL   |

### Finały
Wyniki:
| Pojedynek       | Drużyna   | Czas   | Pozycja | Uwagi |
| --------------- | --------- | ------ | ------- | ----- |
| o złoty medal   | Niemcy    | 32.798 | złoto   |       |
| o złoty medal   | Chiny     | 32.619 | srebro  | REL   |
| o brązowy medal | Australia | 32.727 | brąz    |       |
| o brązowy medal | Ukraina   | 33.491 | 4.      |       |